# James Hills
James Hills, britanski general, * 1903, † 1982.